# Aspilota raddei
Aspilota raddei är en stekelart som beskrevs av Sergey A. Belokobylskij 2007. Aspilota raddei ingår i släktet Aspilota och familjen bracksteklar. Inga underarter finns listade.